# Saint-Senier-de-Beuvron
Saint-Senier-de-Beuvron ist eine französische Gemeinde mit 329 Einwohnern (Stand 1. Januar 2022) im Département Manche in der Region Normandie. Sie gehört zum Kanton Saint-Hilaire-du-Harcouët und zum Arrondissement Avranches. 

## Lage
Sie grenzt im Nordwesten an Juilley, im Nordosten und im Osten an Saint-Aubin-de-Terregatte, im Südosten an Saint-Georges-de-Reintembault, im Südwesten an Saint-James und La Croix-Avranchin sowie im Westen an Vergoncey.

## Bevölkerungsentwicklung
| Jahr      | 1962 | 1968 | 1975 | 1982 | 1990 | 1999 | 2008 | 2018 |
| --------- | ---- | ---- | ---- | ---- | ---- | ---- | ---- | ---- |
| Einwohner | 466  | 430  | 382  | 352  | 334  | 306  | 299  | 356  |

## Sehenswürdigkeiten

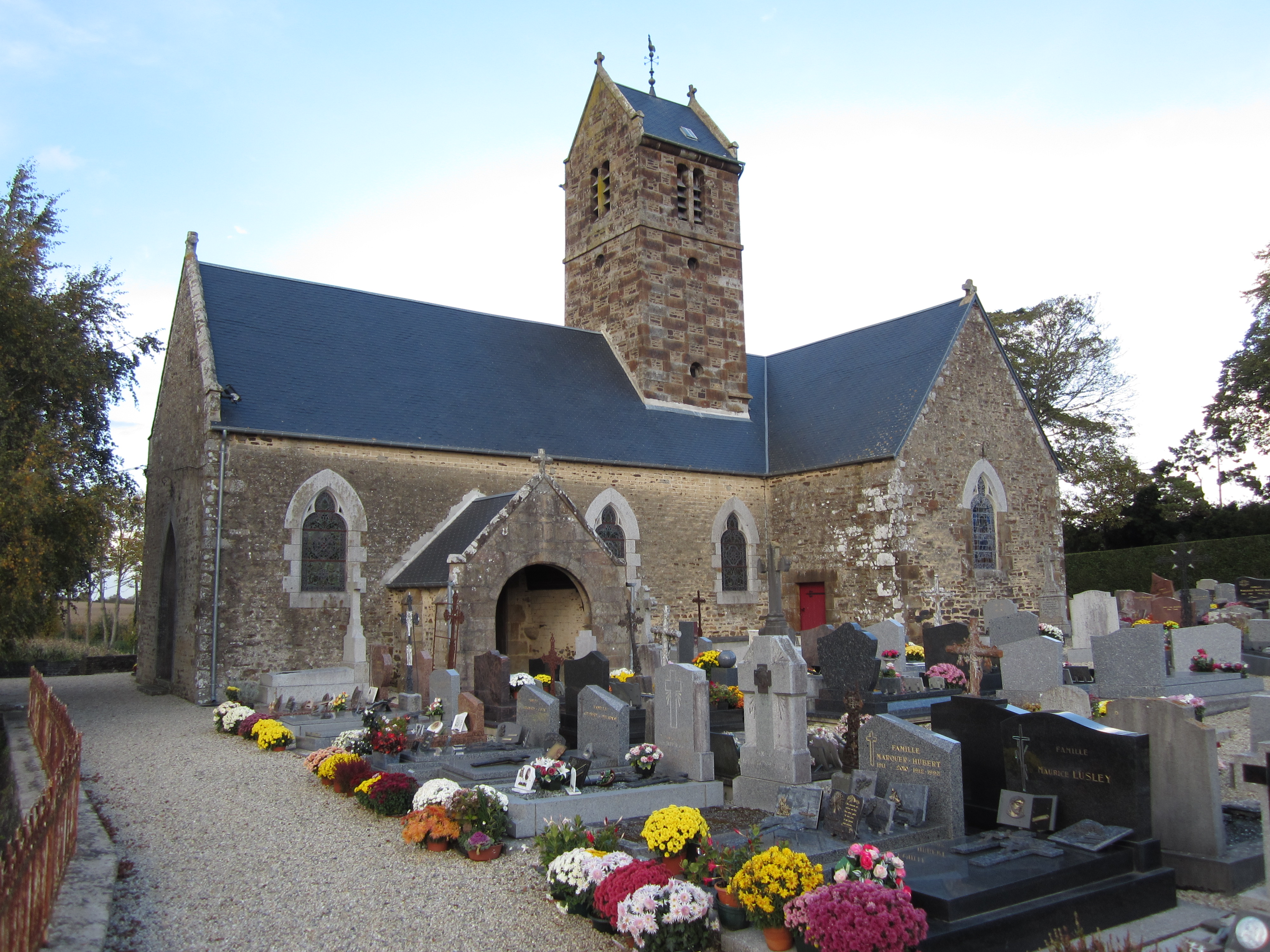
Kirche Saint-Senier

- Kirche Saint-Senier